# East Dean (Hampshire)
Pour les articles homonymes, voir East Dean.
East Dean est une paroisse civile et un village du Hampshire, en Angleterre.